# Aarberg (distrikt)
Aarberg var fram till 31 december 2009 ett amtsbezirk i kantonen Bern, Schweiz.
Efter avskaffandet av amtsbezirken 2010 tillhör elva av Aarbergs kommuner istället distriktet Seeland. Den tolfte, Meikirch, tillhör distriktet Bern-Mittelland.

## Kommuner
Aarberg var indelat i tolv kommuner:
- Aarberg
- Bargen
- Grossaffoltern
- Kallnach
- Kappelen
- Lyss
- Meikirch
- Niederried bei Kallnach
- Radelfingen
- Rapperswil
- Schüpfen
- Seedorf